# 萨雷马
萨雷马是爱沙尼亚薩雷縣的一个乡村型市镇。行政中心为库雷萨雷。市镇面积为2718平方公里，为爱沙尼亚面积最大的市镇，2021年时人口数量为31,434人。

## 行政管理
萨雷马是萨雷县的三个市镇之一，其余两个市镇是穆胡和鲁赫努。
2017年爱沙尼亚行政改革后，原库雷萨雷镇及萨雷马岛上所有其他11个市镇合并成新的萨雷马市镇。
萨雷马市镇包括库雷萨雷镇、9个小镇和427个村庄。